# Punktetrennende Menge
Eine punktetrennende Menge ist in der Mathematik eine Menge von Funktionen auf einem gegebenen Raum, sodass sich je zwei Punkte des Raumes anhand ihrer Funktionswerte bzgl. dieser Funktionen unterscheiden lassen. Der Begriff findet Anwendung in der allgemeinen Topologie und der Funktionalanalysis.

## Definition
Sei {\displaystyle X} eine Menge. Eine Menge {\displaystyle H} von Funktionen mit Definitionsbereich {\displaystyle X} heißt punktetrennend, wenn für je zwei Elemente {\displaystyle a,b\in X} mit {\displaystyle a\neq b} eine Funktion {\displaystyle f\in H} existiert, sodass {\displaystyle f(a)\neq f(b)}.

## Verwendung
Sei wiederum {\displaystyle X} eine Menge und {\displaystyle H} eine Menge von Funktionen auf {\displaystyle X}. Nun lässt sich die Auswertungsabbildung
{\displaystyle e\colon X\to \prod _{f\in H}\operatorname {codom} (f)}
durch {\displaystyle e(x)_{f}=f(x)} definieren ({\displaystyle \operatorname {codom} (f)} sei dabei die Zielmenge von {\displaystyle f}). Diese ist genau dann injektiv, wenn {\displaystyle H} punktetrennend ist.
Ist {\displaystyle X} ein topologischer Raum und {\displaystyle H} die Menge aller {\displaystyle [0,1]}-wertigen stetigen Funktionen auf {\displaystyle X}, so ist der Abschluss des Bildes von {\displaystyle e} die Stone-Čech-Kompaktifizierung von {\displaystyle X}. Ist {\displaystyle H} punktetrennend (das heißt {\displaystyle X} ist vollständiger Hausdorff-Raum), so liefert {\displaystyle e} also eine Identifizierung der Menge {\displaystyle X} mit einer Teilmenge der Stone-Čech-Kompaktifizierung.
Sei allgemeiner {\displaystyle H} eine beliebige Menge von Funktionen auf {\displaystyle X} in topologische Räume. Die Auswertungsabbildung ist genau dann eine Einbettung, wenn {\displaystyle X} die Initialtopologie bezüglich {\displaystyle H} trägt und {\displaystyle H} punktetrennend ist. Diese Initialtopologie heißt auch schwache Topologie bezüglich {\displaystyle H}, insbesondere in der Funktionalanalysis, wenn {\displaystyle H} eine Menge linearer Funktionale auf einem Vektorraum {\displaystyle X} ist. Ist der Zielraum jeder Funktion in {\displaystyle H} ein Hausdorffraum, so ist die schwache Topologie bezüglich {\displaystyle H} genau dann hausdorffsch, wenn {\displaystyle H} punktetrennend ist. Ist {\displaystyle H} eine Menge von linearen Funktionalen auf einem Vektorraum, lassen sich die Punktetrennung und somit die Hausdorffeigenschaft der schwachen Topologie durch die Bedingung charakterisieren, dass
{\displaystyle \bigcap _{f\in H}\ker(f)=\{0\}}
gilt. Insbesondere folgt aus dem Satz von Hahn-Banach, dass die Menge aller stetigen linearen Funktionale auf einem lokalkonvexen Hausdorffraum punktetrennend und somit die schwache Topologie auf einem solchen Raum hausdorffsch ist.
Der Satz von Stone-Weierstraß liefert, dass eine Unteralgebra der Algebra der {\displaystyle C_{0}}-Funktionen auf einem lokalkompakten Hausdorffraum {\displaystyle X} genau dann dicht in {\displaystyle C_{0}(X)} liegt, wenn sie punktetrennend ist und keinen Punkt stets auf die {\displaystyle 0} abbildet.